# Günther-Martin Pauli

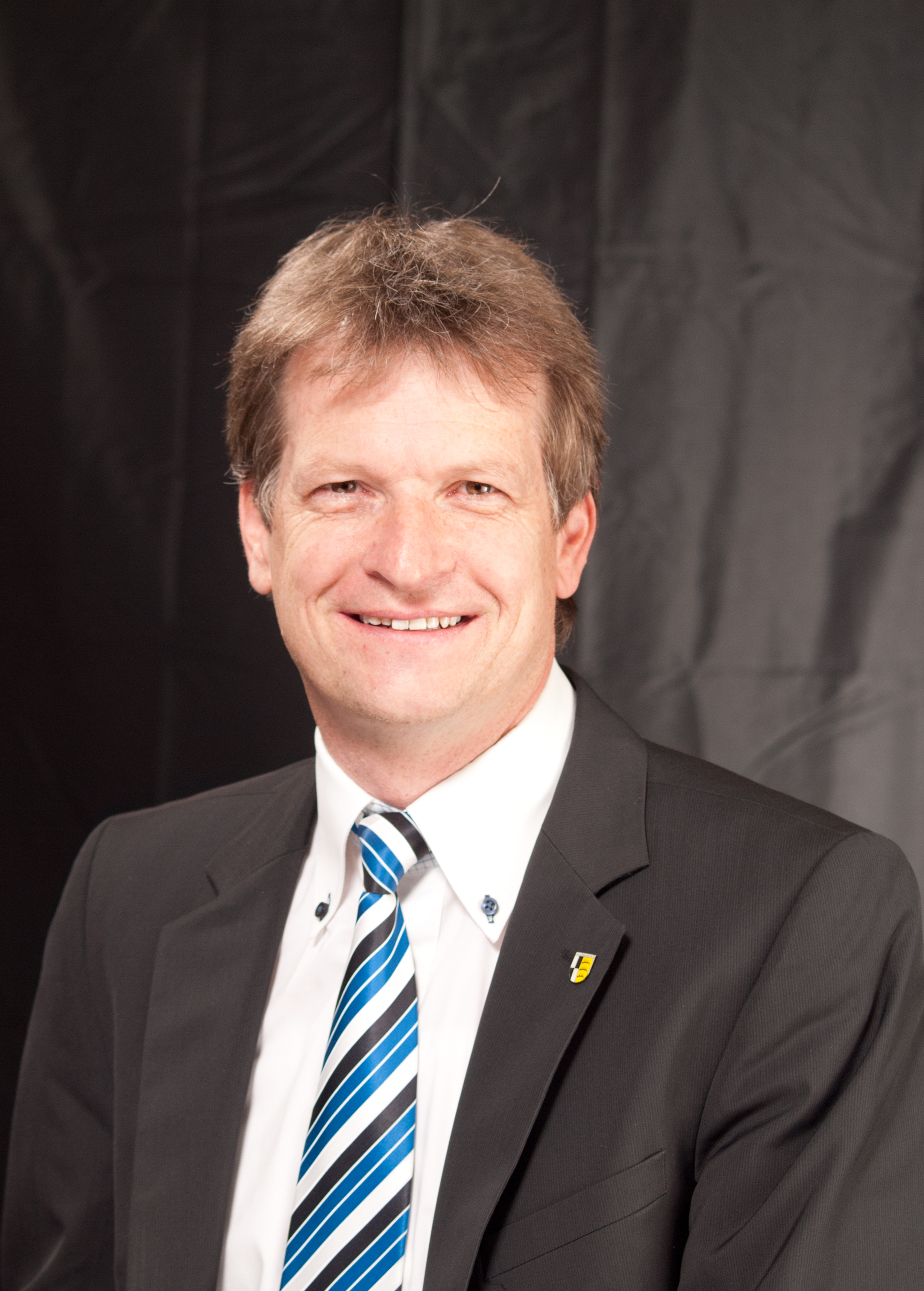
Günther-Martin Pauli (2013)

 Günther-Martin Pauli (* 10. Januar 1965 in Saulgau) ist ein deutscher Politiker der CDU. Er war von 2001 bis 2016 Mitglied des Landtags von Baden-Württemberg und ist seit 2007 Landrat des Zollernalbkreises.

## Leben
Nach seinem Abitur am Leibniz-Gymnasium in Rottweil leistete Günther-Martin Pauli seinen Grundwehrdienst beim Panzerbataillon 283 in Münsingen ab. Es folgte ein Studium der Rechtswissenschaften an der Eberhard-Karls-Universität in Tübingen, wo er zwischen 1989 und 1990 wissenschaftliche Hilfskraft am Lehrstuhl von Roman Schnur war. Günther-Martin Pauli legte 1992 sein erstes und 1995 sein zweites juristisches Staatsexamen ab. Während dieser drei Jahre war er Rechtsreferendar im Landgerichtsbezirk Hechingen. Danach folgte eine Anstellung als Redaktionsvolontär beim Zollern-Alb-Kurier. In den Jahren 1996/97 arbeitete er als Rechtsanwalt und war darüber hinaus persönlicher Referent beim Bundestagsabgeordneten Wolfgang Freiherr von Stetten. Von 1997 bis 2007 war er Bürgermeister der Stadt Geislingen, seit 2007 ist er, als Nachfolger von Willi Fischer, Landrat des Zollernalbkreises. Er ist verheiratet, römisch-katholisch und hat drei Kinder.
Neben der Parteipolitik war er zwischen 1987 und 1991 Stellvertretender Vorsitzender des Programmbeirats von Antenne RT4 und von 1991 bis 2001 Mitglied des Medienrats der Landesanstalt für Kommunikation Baden-Württemberg als Vertreter der Jugendverbände. Zwischen 1986 und 1997 gehörte er dem Vorstand des Kreisjugendrings Zollernalbkreis an, ab 1992 hatte er den 1. Vorsitz inne. Der Jugendarbeit blieb Günther-Martin Pauli auch nach seinem Ausscheiden aus dem Vorstand des Jugendrings eng verbunden: von 1994 bis 2004 war er Mitglied im Jugendhilfeausschuss des Kreistags des Zollernalbkreises.
1998 bis 2001 war er des Weiteren Dozent an der Staatlichen Verwaltungsschule in Haigerloch. Zudem ist er seit 1984 Mitglied beim Bund für Umwelt und Naturschutz Deutschland (BUND), in der Kolpingsfamilie, beim DRK und beim Kinderschutzbund. Kraft Amtes ist er seit 2007 Vorsitzender der Philipp-Matthäus-Hahn-Stiftung, einer Stiftung zur Förderung von begabten Studierenden und wissenschaftlichem Nachwuchs an der Hochschule Albstadt-Sigmaringen. Er ist Verwaltungsratsvorsitzender der Sparkasse Zollernalb und Aufsichtsrat bei der Hohenzollerischen Landesbahn. Des Weiteren ist er Mitglied im Verwaltungsrat der OEW, seit 2013 Verwaltungsrat beim Südwestrundfunk, Vorsitzender des Aufsichtsrats der Nahverkehrsgesellschaft Zollernalbkreis und der Zollernalb Klinikum gGmbH.
Neben seinen politischen Ämtern gehört Günther-Martin Pauli seit 1989 der Spielvereinigung Binsdorf an und war über mehrere Jahre Fußballschiedsrichter im Bezirk.

## Politik
In den Jahren 1980 bis 1991 übernahm Günther-Martin Pauli nacheinander den Vorsitz der Jungen Union Binsdorf und Geislingen (ab 1987) und war von 2001 bis 2005 Mitglied des CDU-Bezirksvorstands Südwürttemberg-Hohenzollern und Kreisvorsitzender der CDU Zollernalbkreis von 2005 bis 2007.
Kommunalpolitisch war er von 1989 bis 1996 im Ortschaftsrat in Binsdorf vertreten und von 1989 bis 1997 Stadtrat in Geislingen.
1996 trat er in die Christlich-Demokratische Arbeitnehmerschaft (CDA) ein. Zwischen 2000 und 2007 war er Kreisrat, Mitglied der Regionalversammlung Neckar-Alb und Mitglied des Oberrheinrats. Im Jahr 2005 wurde Günther-Martin Pauli zum CDU-Kreisvorsitzenden des Zollernalbkreises gewählt, wo er 2007 Landrat wurde. Am 6. Juli 2015 wurde er für eine zweite Amtszeit wiedergewählt. Am 3. Juli 2023 wurde Pauli in seine dritte Amtszeit als Landrat gewählt.
In die Landespolitik trat er am 12. April 2001 mit dem Einzug in den Landtag von Baden-Württemberg über den Wahlkreis Balingen ein. Als direkt gewählter Abgeordneter war er seit 2005 medienpolitischer Sprecher der CDU-Landtagsfraktion und Vorsitzender der Arbeitsgruppe Medienpolitik. Im Landtag war er ordentliches Mitglied im Ständigen Ausschuss, im Wahlprüfungsausschuss und im Ausschuss für Integration. Darüber hinaus war er stellvertretendes Mitglied im Innenausschuss, Ausschuss für Umwelt, Klima und Energiewirtschaft, im Petitionsausschuss und im Ausschuss für Arbeit und Sozialordnung, Familie, Frauen und Senioren.
Als einziger Abgeordneter der Opposition im Landtag von Baden-Württemberg stimmte Pauli am 28. November 2013 für das Gesetz zur Errichtung des Nationalparks Schwarzwald.
Bei der Landtagswahl in Baden-Württemberg 2016 stellte sich Pauli aufgrund seiner Position als Landrat nicht mehr zur Wahl. Nachfolgerin als Abgeordnete wurde Nicole Hoffmeister-Kraut, die dann Landesministerin für Wirtschaft, Arbeit und Wohnungsbau wurde.